# Parlamento
Parlamento é a assembleia composta por membros eleitos, denominado "parlamentares", para a representação política dos cidadãos dentro da estrutura governamental de um regime constitucional. Geralmente, detém as funções de legislar (criar normas jurídicas), representar a população governada e fiscalizar o poder executivo. Assim exerce o poder legislativo e pode ser formado por uma ou mais câmaras (casas, assembleias). A depender do lugar, recebe uma denominação própria: Assembleia (por exemplo, em Angola), Câmara (por exemplo, em Luxemburgo), Casa (por exemplo, em São Vicente e Granadinas), Congresso (por exemplo, no Brasil), Conselho (por exemplo, em Palestina), Corte (por exemplo, na Espanha), Dieta (por exemplo, no Japão), Duma (por exemplo, na Rússia), Estados Gerais (por exemplo, nos Países Baixos), Majlis (por exemplo, na Indonésia), entre outros.

## História

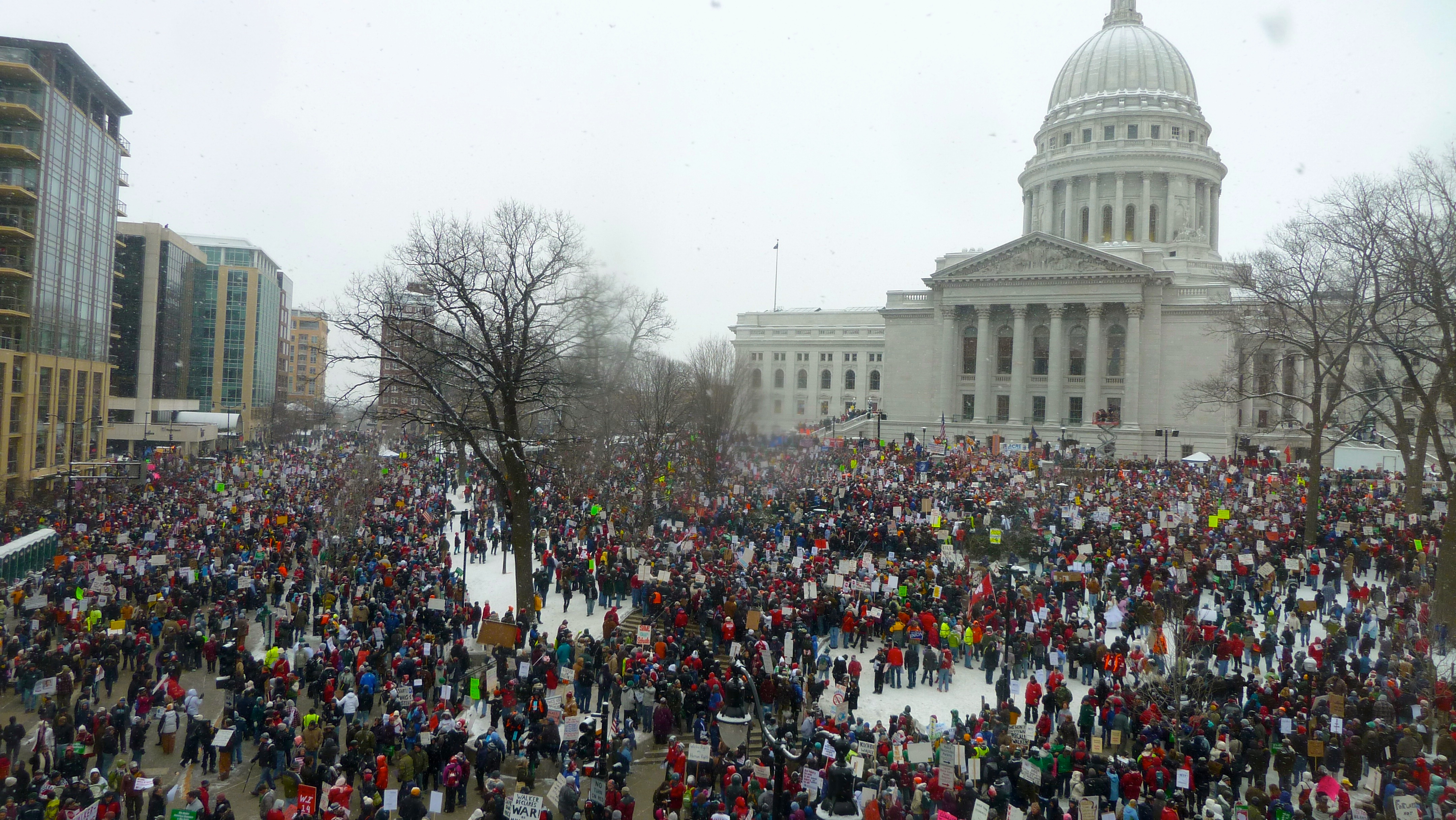
Protestos em frente a um parlamento

A palavra parlamento vem do francês wikt:parler que significa "falar" ou "discursar", parlamentos são inspirados no modelo de democracia da Grécia Antiga. Contudo, as assembleias gregas não possuíam um local específico de encontro, esses locais específicos só vieram com a Roma Antiga.
Durante a Idade Média, existiam conselhos que eram mais utilizados como órgãos de auxílio dos monarcas. No ano 930 surgiu o primeiro parlamento com participação popular: o Parlamento da Islândia. No Reino Unido, em 1295 foi criado o Parlamento do Reino Unido. Nele, ao longo do tempo, se desenvolveu o sistema Westminster, que conseguiu evoluir os parlamentos para serem focados em tomadas de decisões (deliberação).

### Em Portugal

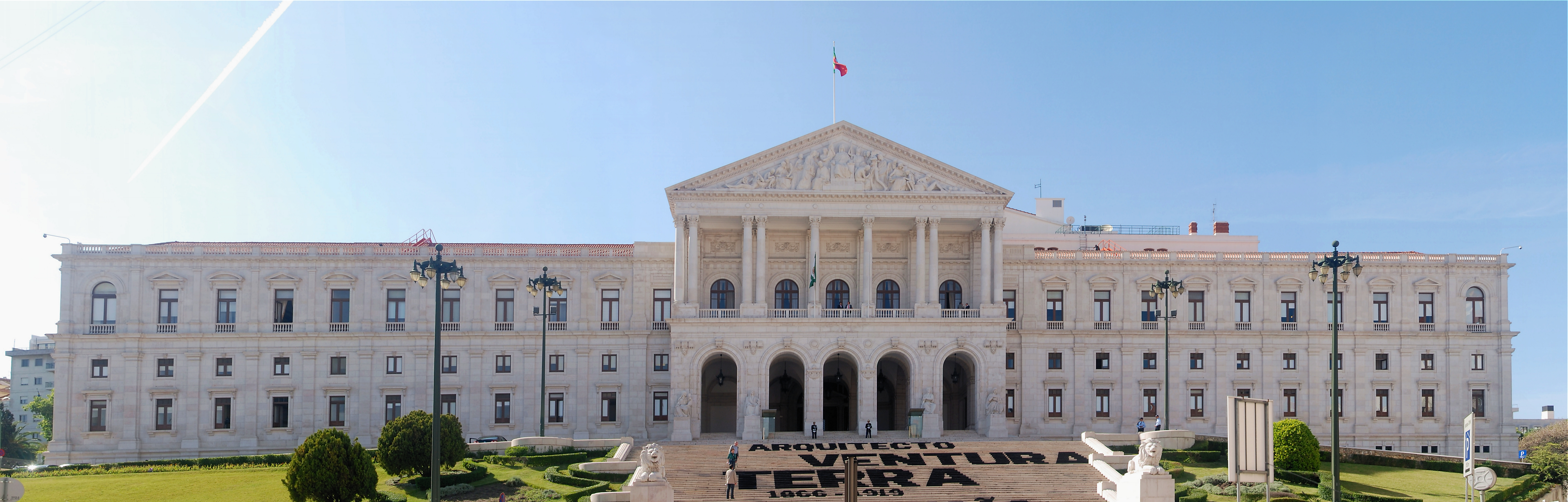
Parlamento de Portugal

Pode considerar-se as Cortes em Portugal como tendo sido as antecessoras de um verdadeiro parlamento. As primeiras Cortes realizadas em Portugal, acerca das quais existem documentos coevos, foram as Cortes de Coimbra, em 1211, em que participaram representantes da nobreza, do clero, e do povo. Entre muitas outras que ocorreram ao longo da História do país, as de 1385, outra vez em Coimbra, foram de vital importância para o futuro do reino. Nestas, foi votada a escolha de El-rei D. João I, Mestre de Avis, para fundar nova dinastia. Outra figura histórica de vital importância nestas cortes foi João das Regras, notável pelos seus convincentes discursos a favor do novo rei, cujo nome apenas foi revelado no fim. A tradição portuguesa não foi a de uma Monarquia eletiva (o princípio da sucessão hereditária estava consolidado) mas elegeram-se ainda os reis fundadores das dinastias de Habsburgo, nas Cortes de 1580, e de Bragança, nas Cortes de 1641. Em Portugal não se elegiam os reis, mas elegiam-se as Dinastias.
As cortes constituintes de 1821-1822 estabeleceram pela primeira vez em Portugal um regime democrático moderno tal como o conhecemos hoje.

### No Brasil
A Câmara Municipal de São Vicente é o parlamento mais antigo das Américas, fundado em 22 de janeiro de 1532. O primeiro parlamento em nível nacional do Brasil surgiu logo após a independência, com a Constituição de 1824. Ela previa um parlamento bicameral composto pela Câmara dos Deputados e pelo Senado, modelo esse que continua até os dias de hoje.

## Sistemas
Existem dois sistemas possíveis de parlamentos, o sistema Westminster e o sistema ocidental europeu.
| Sistema europeu ocidental | Sistema europeu ocidental                                                                 | | Sistema Westminster                                   | Sistema Westminster |
| Tem origem na Alemanha e na França e é o mais adotado atualmente pelos países do mundo. Sua principal característica é o formato de consenso. O formato da câmara, geralmente, é o de um hemicírculo. Esse sistema tem uma tendência a ser multipartidário. Por ser consensual, o gabinete costuma atuar longe do parlamento. | O Parlamento da Polónia utiliza o sistema ocidental europeu com o formato de hemicírculo. | Tem origem no Reino Unido, e é adotado principalmente por suas ex-colônias. Sua principal característica é o formato de confronto entre situação e oposição. O partido do primeiro-ministro tende a ser o partido majoritário do parlamento, por isso, muitas vezes, a oposição pede a presença do gabinete no parlamento para contestar suas ações. | O Parlamento do Canadá utiliza o sistema Westminster. |                     |

## Câmaras

Nações bicamerais
Nações unicamerais
Sem parlamento

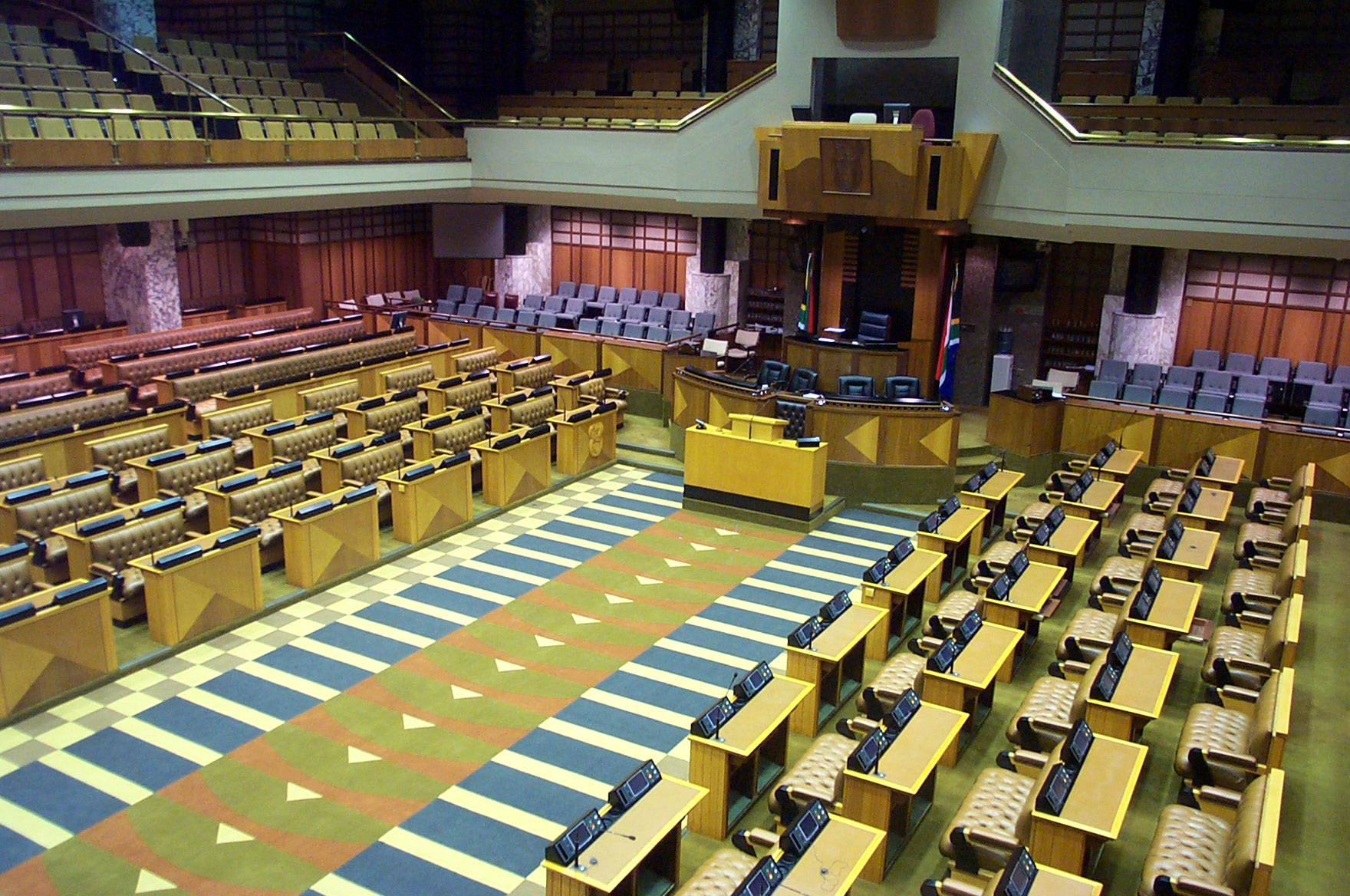
O Parlamento da África do Sul foi o último a adotar o tricameralismo.

Parlamentos podem possuir uma quantidade diferente de câmaras dependendo do país.

### Unicameralismo
Parlamentos com apenas uma câmara legislativa são chamados de unicamerais, são mais comuns em países menores e em governos regionais.

### Bicameralismo
Quando o parlamento é formado por duas assembleias separadas são chamados de bicamerais, por vezes chamadas Câmaras do Parlamento, que podem resultar de eleições ou nomeações separadas e podem ter poderes diferenciados e várias designações de acordo com a Constituição de cada país:
- a câmara alta: Câmara Superior, Casa Superior, Senado, Câmara dos Lordes, Câmara dos Chefes, Câmara dos Anciões.
- a câmara baixa: Câmara Inferior, Casa Inferior, Câmara Federal, Câmara dos Comuns, Câmara dos Deputados, Câmara dos Representantes.

### Tricameralismo
O tricameralismo é bem incomum, ele foi adotado em apenas alguns países e em alguns momentos da história, o último país a adotar o tricameralismo foi a África do Sul durante o Apartheid, que aboliu em 1994.